# Ванг Ђенђиахе
Ванг Ђенђиахе (кин: 王简嘉禾, романизовано Wang Jianjiahe; Аншан, 17. јул 2002) кинеска је пливачица чија ужа специјалност су трке слободним стилом на дужим дистанцама. Некадашња је светска рекордерка у трци на 400 метара слободним стилом у малим базенима.

## Спортска каријера
Успешну пливачку каријеру на међународној сцени Ванг је започела током 2017. наступима на митинзима светског купа у малим базенима, где је освојила неколико првих места у тркама на 400 и 800 метара слободним стилом. Свега годину дана касније, на Азијским играма у Џакарти осваја четири златне медаље у тркама на 400, 800 и 1500 метара појединачно, те у женској штафети на 4×200 слободно. Пажњу светске пливачке јавности скренула је на себе након наступа на митингу светског купа у малим базенима у Будимпешти, пошто је у трци на 400 слободно испливала нови светски рекорд у времену од 3:53,97 минута. У децембру исте године, на Светском првенству у малим базенима, чији домаћин је био кинески град Хангџоуу, осваја две златне медаље у тркама на 800 слободно и 4×200 слободно, те сребро у трци на 400 метара слободним стилом.
На свом дебију на светским првенствима у великим базенима, у корејском Квангџуу 2019, освојила је бронзану медаљу у трци на   
1500 слободно. Имала је успешне наступе и у тркама на 400 слободно и 800 слободно (5. и 6. место у финалима), те у трци женских штафета на 4×200 слободно (4. место).